# Liste des sites mégalithiques dans le district de Viseu
Cette liste non exhaustive recense les principaux sites mégalithiques dans le district de Viseu, au Portugal.

## Liste
| Site                                       | Type              | Municipalité       | Notes     | Coordonnées                                             | Image |
| ------------------------------------------ | ----------------- | ------------------ | --------- | ------------------------------------------------------- | ----- |
| Dolmen de Lapa de Meruge                   | Dolmen            | Vouzela            |           | 40° 38′ 24″ N, 8° 08′ 22″ O                             |       |
| Dolmen de Malhada do Cambarinho            | Dolmen            | Vouzela            |           | 40° 40′ 48″ N, 8° 07′ 14″ O                             |       |
| Anta da Arca                               | Dolmen            | Oliveira de Frades |           | 40° 36′ 28″ N, 8° 12′ 49″ O                             |       |
| Dolmen da Orca                             | Dolmen            | Carregal do Sal    |           | 40° 26′ 38″ N, 7° 56′ 17″ O                             |       |
| Orca da Palheira                           | Dolmen            | Carregal do Sal    |           | 40° 26′ 39″ N, 7° 57′ 01″ O                             |       |
| Orca do Ameal                              | Dolmen            | Carregal do Sal    | 2 dolmens | 40° 26′ 34″ N, 7° 56′ 37″ E 40° 26′ 29″ N, 7° 56′ 38″ E |       |
| Orca do Santo                              |                   | Carregal do Sal    |           | 40° 27′ 01″ N, 7° 56′ 02″ E                             |       |
| Orca de Santo Tisco                        |                   | Carregal do Sal    |           | 40° 27′ 32″ N, 8° 00′ 19″ O                             |       |
| Orquinha da Vibora                         |                   | Carregal do Sal    |           | 40° 26′ 15″ N, 7° 56′ 33″ O                             |       |
| Anta de Cunha Baixa                        | Dolmen            | Mangualde          |           | 40° 34′ 12″ N, 7° 46′ 15″ O                             |       |
| Dolmen d'Antelas (pt)                      | Dolmen            | Oliveira de Frades |           | 40° 42′ 45″ N, 8° 14′ 38″ O                             |       |
| Anta de Penedo do Com                      | Dolmen            | Penalva do Castelo |           | 40° 41′ 38″ N, 7° 40′ 12″ O                             |       |
| Dolmen da Capela de Nossa Senhora do Monte | Dolmen            | Penedono           |           | 41° 01′ 24″ N, 7° 26′ 30″ O                             |       |
| Menhir de Penedono                         | Menhir            | Penedono           |           | 40° 58′ 23″ N, 7° 23′ 32″ O                             |       |
| Menhir de Vale de Maria Pais               | Menhir            | Penedono           |           | 40° 55′ 08″ N, 7° 23′ 18″ O                             |       |
| Nécropole mégalithique da Lameira de Cima  |                   | Penedono           |           | 40° 56′ 10″ N, 7° 20′ 57″ O                             |       |
| Site mégalithique de Felgueiras (pt)       | Site mégalithique | Resende            |           | 41° 02′ 31″ N, 7° 55′ 48″ O                             |       |
| Anta de Arquinha da Moura                  | Dolmen            | Tondela            |           | 40° 30′ 30″ N, 8° 00′ 31″ O                             |       |
| Menhir de Caparrosa                        | Menhir            | Tondela            |           | 40° 37′ 59″ N, 8° 05′ 08″ O                             |       |
| Anta de Pendilhe                           | Dolmen            | Vila Nova de Paiva |           | 40° 50′ 41″ N, 7° 43′ 26″ O                             |       |
| Orca do Tanque                             | Dolmen            | Vila Nova de Paiva |           | 40° 49′ 42″ N, 7° 42′ 42″ O                             |       |
| Orca dos Juncais                           | Dolmen            | Vila Nova de Paiva |           | 40° 49′ 42″ N, 7° 42′ 42″ O                             |       |
| Anta de Lameira do Fojo                    | Dolmen            | Viseu              |           | 40° 41′ 57″ N, 7° 59′ 03″ O                             |       |